# چاه‌ورز
چاه‌ورز، شهری در جنوب استان فارس ایران است. این شهر مرکز بخش چاه‌ورز از توابع شهرستان لامرد است.
این شهر حدود ۳۵۰ کیلومتر با شیراز فاصله دارد و در ۴۸۶ متری از سطح دریا و در منطقهٔ کوهستانی زاگرس جنوبی واقع شده و آب‌وهوای آن گرمسیر و مالاریائی است.
نام چاه‌ورز در لغت‌نامه دهخدا چاه‌ورد آمده است و همچنین نوشته شده دهی از دهستان بیرم و شغل اهالی زراعت و گله داری است. اما امروزه شغل بیشتر مردم این شهر کارهای تجاری، اداری و خدماتی است. موقعیت تجاری این بخش و وجود راه‌های ارتباطی شهرستان لامرد به مرکز استان فارس و لارستان که درمحدوده چاه‌ورز واقع شده به این نقطه اهمیت داده است.
در اواسط قرن چهارم هجری عفیف‌الدین شاه‌زندو به چاه‌ورز حمله کرد و بعد از شکست ساکنان قدیم چاه‌ورز یعنی ساسانی‌ها از عرب‌ها این منطقه کاملاً خالی از سکنه شد تا عالی محب به این منطقه مهاجرت کرد.
نخل دوقلوی چاه‌ورز در کتاب فرهنگ عامه و آداب رسوم لامرد جزء ده آثار هدف گردشکری در شهرستان لامرد معرفی شده است. از آثار تاریخی این منطقه قلعهٔ گلرخ می‌باشد. سکهٔ پیدا شده از این محوطه ساخت شده در سال ۶۱۱ میلادی است.

## واژه‌شناسی

تصویری از نسخه‌ای خطی از تاریخ گزیدهٔ حمدالله مستوفی. شعری تازی از ظهیر فاریابی پیرامون ذال معجم آمذه است. در خوذ نسخه هم قاعده رعایت شذه است: دارذ و شذ.

چاه‌ورز اسم مرکبی است که از دو واژه چاه و ورز تشکیل شده، چاه فارسی که همان چاه آب است و ورز در اصل ورد دو معنی دارد، واژه عربی به معنی گل یا به معنی سطلی که آب را به‌وسیلهٔ آن از چاه می‌کشند است. ورد طبق قاعده ذال معجم تبدیل به ورذ شده است. قاعده ذال معجم به این‌گونه است که اگر قبل از دال مصوت بیاید دال به ذال تبدیل می‌یابد، در لهجهٔ مرسوم به شهرستان لامرد، ذال معجم رعایت می‌شود. همچنین این قاعده را شاعران پارسی زبان نیز رعایت می‌کردند چنانچه سعدی نبوذ را با لذیذ قافیه کرده است.
در کتاب تذکرهٔ شاه‌زندو که توسط سید علی اکبر بیرمی در سال ۱۲۰۸ ه‍.ق نوشته شده اسم چاه‌ورز با نام چاه‌برد آمده است. برد در لغت‌نامه دهخدا به چند معنی آمده، از جمله این معنی‌ها برد اسمِ فارسی به معنی سنگ و اسم عربی برد به معنی سرماست.
یک روایت محلی می‌گوید که در چاه‌چاه‌ورز گاوی بوده که آب را از چاه می‌کشیده است و به وسیله آن گله را آب می‌دادند و به همین دلیل این منطقه را چاه‌ورزا نامیده‌اند. ورزا در لغت‌نامه دهخدا و فرهنگ معین به معنی گاو نر است. ورزا در فرهنگ عمید به معنی گاو نر مخصوص شخم زدن زمین آمده است.

## پیشینه
پیش از اسلام در منطقهٔ چاه‌ورز گبرها ساکن بودند و دین آن‌ها زرتشتی بوده است.
با تاخت و تاز اعراب به ایران و تصرف ایران به منطقه چاهورز (به نام پیشین: چاه‌برد) نیز حمله شد، عفیف‌الدین شاه‌زندو قلعهٔ دَبان (گلرخ) را محاصره می‌کند تا این قلعه را به تصرف خود درمی‌آورد. عده‌ای فرار می‌کنند و مابقی دین اسلام را می‌پذیرند. شاه‌زندو دستور می‌دهد در صحیفه‌ای اسامی بیست و چهار هزار از افرادی که به دستش مسلمان شده‌اند را نوشته و همراهش خاک کنند تا در قیامت شفیع‌او شوند.
طبق تذکره عفیف الدین شاهزندو که در زمان قاجاریان توسط سید علی اکبر بیرمی تصحیح‌سازی شد، سکونت کنونی در چاه‌ورز به دست افرادی که از مناطق انگالی مهاجرت کردند صورت گرفت.
مردمان محلی نام رئیس مهاجرت‌کنندگان را «عالی محب» گفته‌اند.
چاهورز هنگام نوشتن لغتنامه دهخدا دهی در دهستان بیرم بود. در سال ۱۳۷۲ ه‍.ش دهستان چاه‌ورز تأسیس شد. در ادامه بخش چاهورز تأسیس شد و پس از چند سال شهر چاهورز تأسیس شد.
به مناسبت تأسیس این بخش، جشنی در تاریخ ۲۸ شهریور ۱۳۹۲ با حضور گروه فرهنگی هنری صدای تهران در شهر چاه‌ورز برگزار شد. در این جشن هنرمندانی از سطح کشور از جمله وحید قادری خواننده و نرگس محمدی بازیگر ایفای نقش کردند

## جغرافیا

### موقعیت

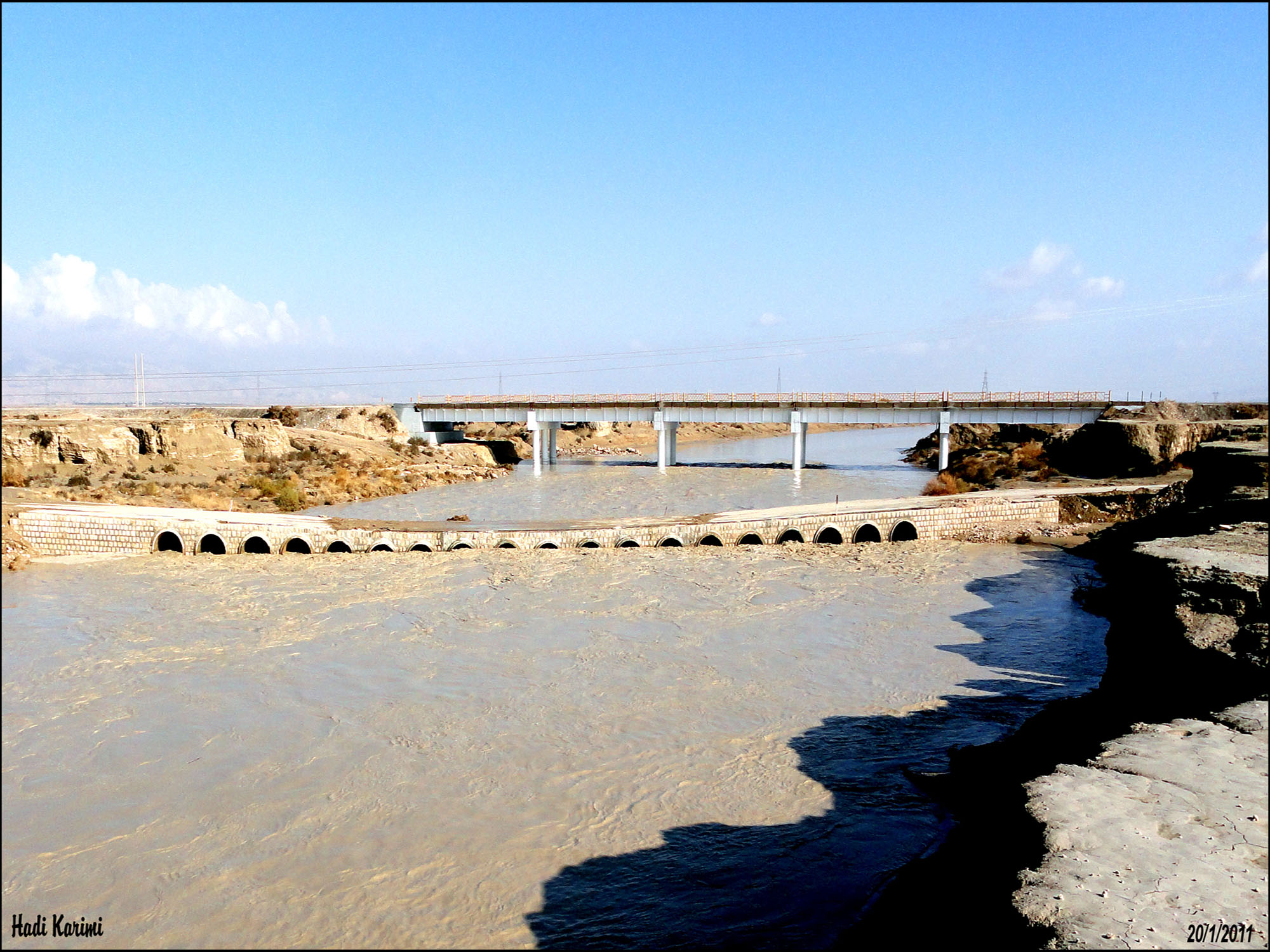
رود فصلی علامرودشت عبوری از شمال چاه‌ورز

چاه‌ورز در دشت علامرودشت با فاصلهٔ ۳۵۰ کیلومتر از جنوب شیراز واقع شده است. مختصات جغرافیایی چاه‌ورز عبارتست از ۲۷ درجه، ۲۵ دقیقه و ۵۲ ثانیه شمالی و ۵۳ درجه و ۲۶ دقیقه و ۱۱ ثانیه و ارتفاع آن از سطح دریا ۴۸۶ متر است. چاه‌ورز از جنوب رشته‌کوه علامرودشت احاطه شده است؛ این‌رشته‌کوه از روستای شلدان آغاز می‌شود و در روستای پاقلات به پایان می‌رسد طول این کوه ۱۲۴ کیلومتر و بلندترین قسمت‌آن ۱۴۳۰متر از سطح دریا است. از شمال نیز به رودخانه فصلی علامرودشت که از صحرای باغ لارستان سرچشمه می‌گیرد محدود است.

### نمای شهر
در اردیبهشت ۱۴۰۴ سلمانپور شهردار چاهورز از آسفالت ۳۰هزارمتر مربع معابر سطح شهر که شهروندان در طرح بیس مشارکتی شرکت کرده بودند خبر داد. در این طرح با مشارکت شهروندان و کمک اداره راه و شهرسازی شهرستان لامرد در تأمین گریدر و غلتک و قیر سهمیه ای سازمان شهرداریها و اعتبارات تملک دارایی‌های سرمایه ای سال ۱۴۰۳ و عوارض آلایندگی انجام شد.

### بیمارستان و مراکز درمانی
چاه‌ورز از مرکز بهداشتی درمانی برخوردار است که در سال ۱۳۸۳ با زیر بنای ۹۰۰ متر مربع ساخته شده است.

## مردم

### جمعیت چاهورز
جمعیت چاه‌ورز بر پایه نتایج سرشماری عمومی نفوس و مسکن در سال ۱۳۹۰ برابر با ۲۴۰۴ نفر بوده است؛ که متشکل از ۶۱۹ خانوار و ۱۱۸۹ زن و ۱۲۱۵ مرد بوده است. چاه ورز در سرشماری مرکز آمار ایران در سال ۱۳۸۵، جمعیت آن ۲٬۶۴۰ نفر (۵۲۱خانوار) بوده است.

## ترابری
از چاه‌ورز اتوبوس بیرم-شیراز می‌گذرد.
همچنین راه ارتباطی بین لار و لامرد از مرکز چاه ورز می‌گذرد.

## سرشناسی

### افراد سرشناس
- احمد اکبرپور (نویسنده ادبیات کودک و نوجوان و دارای جایزه بهترین کتاب سال از وزارت فرهنگ و ارشاد اسلامی در سال۸۴ و در سال ۲۰۰۶ در لیست هیئت بین‌المللی کتاب برای افراد جوان (IBBY) قرار گرفت.[۳۲])
- مجید اکبرپور (معاونت اسبق دادگستری‌های بوشهر، قزوین و زنجان، مدیر کل اسبق پیشگیری‌های انتظامی قوه قضاییه، مدیرعامل روزنامه رسمی جمهوری اسلامی ایران و دادیار دیوان عالی کشور)
- احمد پرهیزی (خبرنگار خبرگزاری فرانسه و مترجم آثار فرانسوی و نامزد کسب جایزه کتاب سال در زمینه ترجمه و برنده جایزه ترجمه ابوالحسن نجفی)
- علیرضا عسکری چاوردی (رئیس سابق دانشگاه هنر شیراز،[۳۳] محقق و نویسنده و سرپرست ایرانی مطالعات شهر پارسه[۳۴] و مدیر منظر بین‌المللی ساسانی در استان فارس)

## جاذبه‌های گردشگری

### تپهٔ گلرخ
تپهٔ گلرخ، از آثار تاریخی دورهٔ قبل از اسلام واقع در جنوب چاه ورز است. این اثر در تاریخ ۲۴ تیر ۱۳۸۲ با شمارهٔ ثبت ۹۲۲۰ به‌عنوان یکی از آثار ملی ایران به ثبت رسیده است. این اثر بعد از قلعه اژدها پیکر لار در رده چهل و هشتم مهم‌ترین آثار تاریخی فارس قرار دارد. قدمت تاریخی قلعه گلرخ در ارتفاعات جنوب چاهورز، بر اساس بررسی‌های انجام شده روی سفال‌هایی که در این قلعه پیدا شده است مربوط به دوره ساسانی بوده است. این نظر با پیدا شدن یک سکه بیشتر تقویت شد. با بررسی این سکه مشخص شد که این سکه مربوط به دوره حکومت خسرو انوشیروان بوده که در ضرابخانه داربگرد داراب ضرب شده است. با تحقیقات اخیر یکی از دانشجویان ارشد باستانشناسی مشخص شده که قدمت این قلعه به دوره اشکانیان بازمی‌گردد. در آن حد اقل دو کارگاه سفالگری بوده است.

#### نخل دوقلو یا دوسر

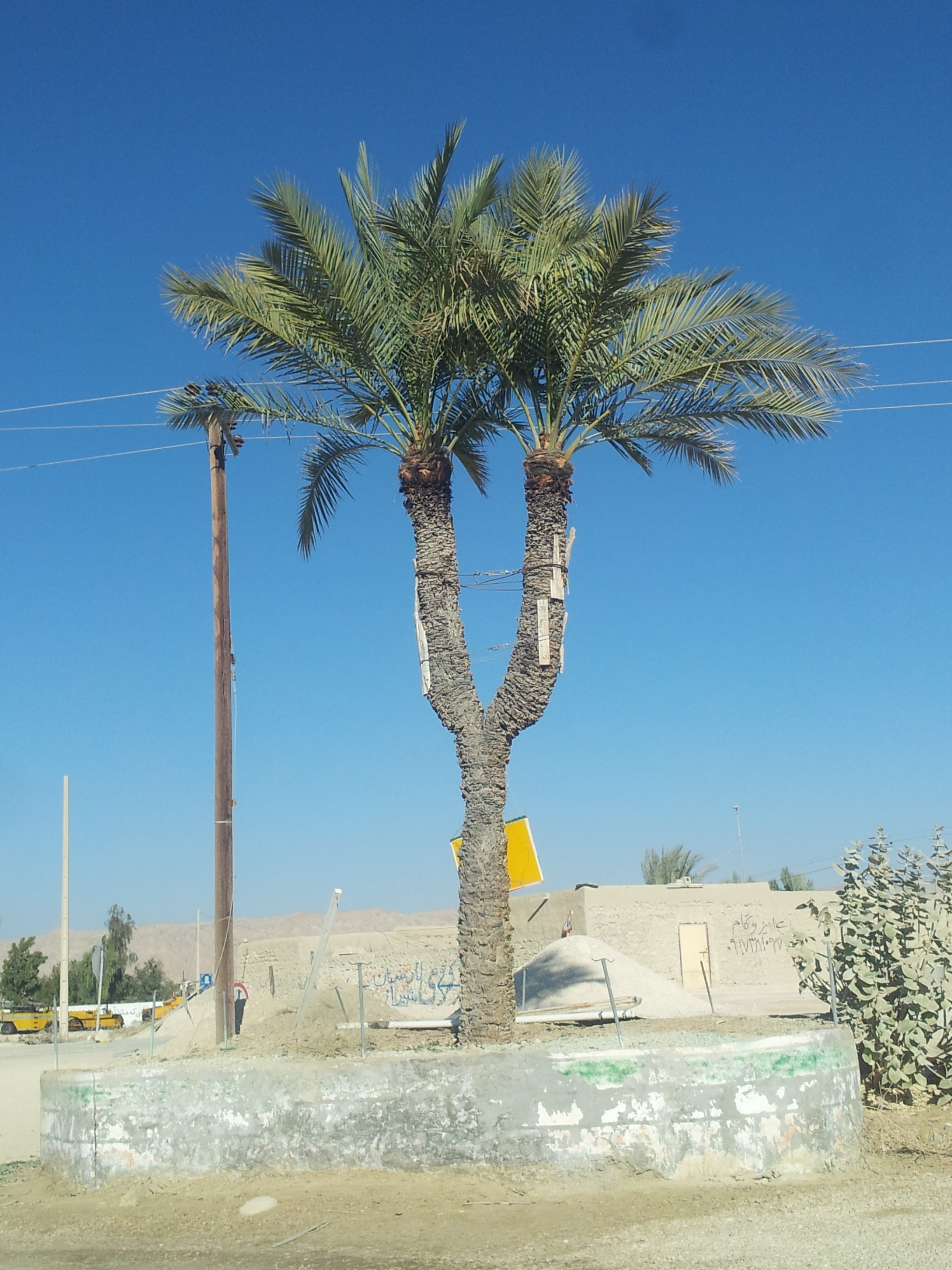
نخل دوقلوی چاه‌ورز

نخل دوسر در شهرستان لامرد شهرت بسیاری دارد. در کتاب فرهنگ لامرد از این نخل با عنوان دهمین نقطه برای گردشگری در شهرستان لامرد یاد شده است همچنین در این کتاب، این نخل را به عنوان عجایب خلقت معرفی کرده است. اسم این نخل چندبار در کتاب من نوکر بابا نیستم از احمد اکبرپور آمده است. این کتاب یکی از سه نامزد کتاب سال جمهوری اسلامی و نامزد بهترین رمان جشنوارهٔ دو سالانهٔ کانون پرورش ایران بوده است.

## اقتصاد
شغل ساکنان چاه‌ورز کارهای خدماتی و تجاری است و این بخش اجناس مورد نیاز شهرهای دور و نزدیک را تأمین می‌کنند راه‌های ارتباطی مهم استان از بخش چاه‌ورز می‌گذرد و به این نقطه اهمیت داده است.
در گذشته مردم چاه‌ورز بیشتر شغلشان دامداری و کشاورزی بوده است و محصول اصلی آنها خرما بود.

## نگارخانه چاه‌ورز

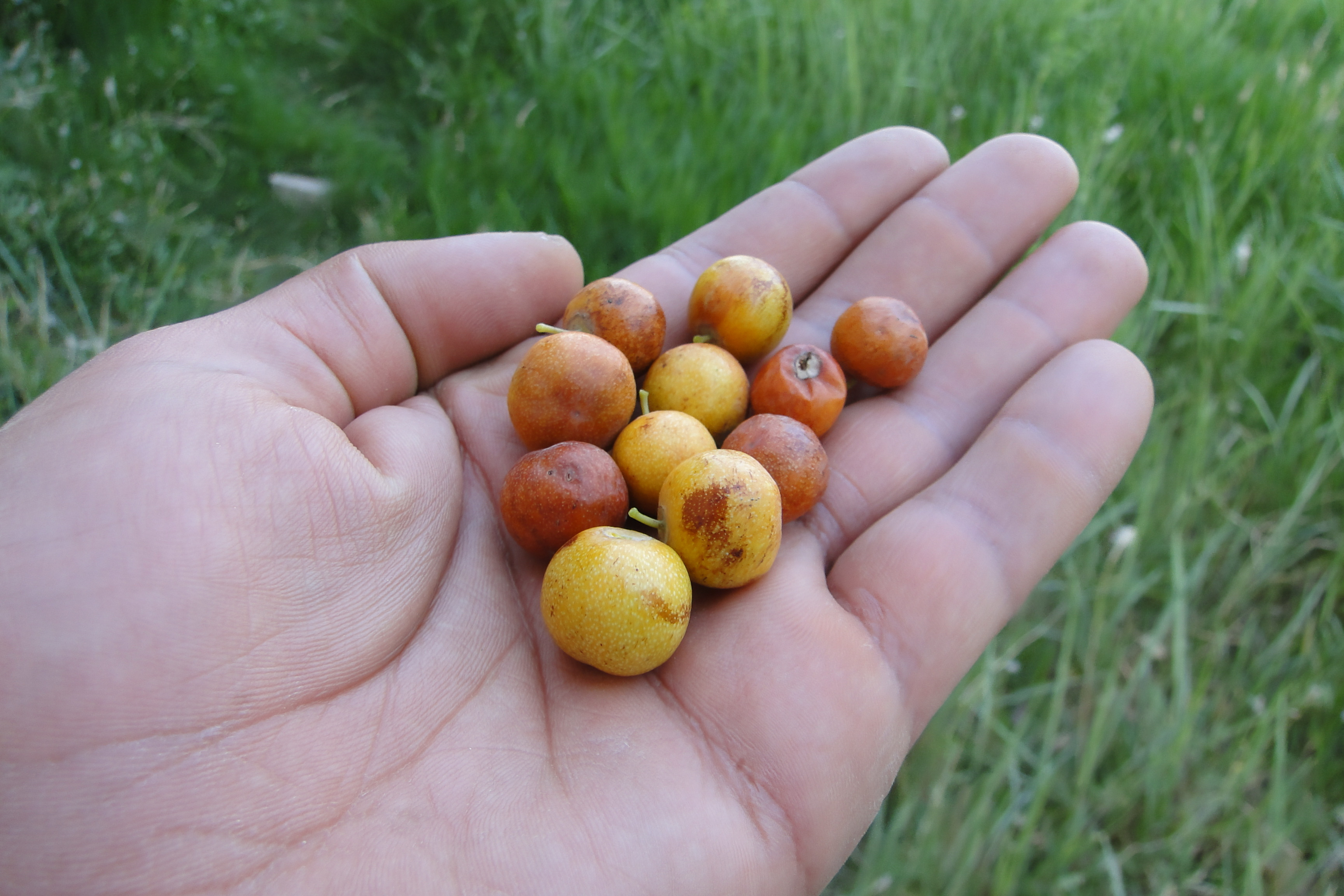
کنار.
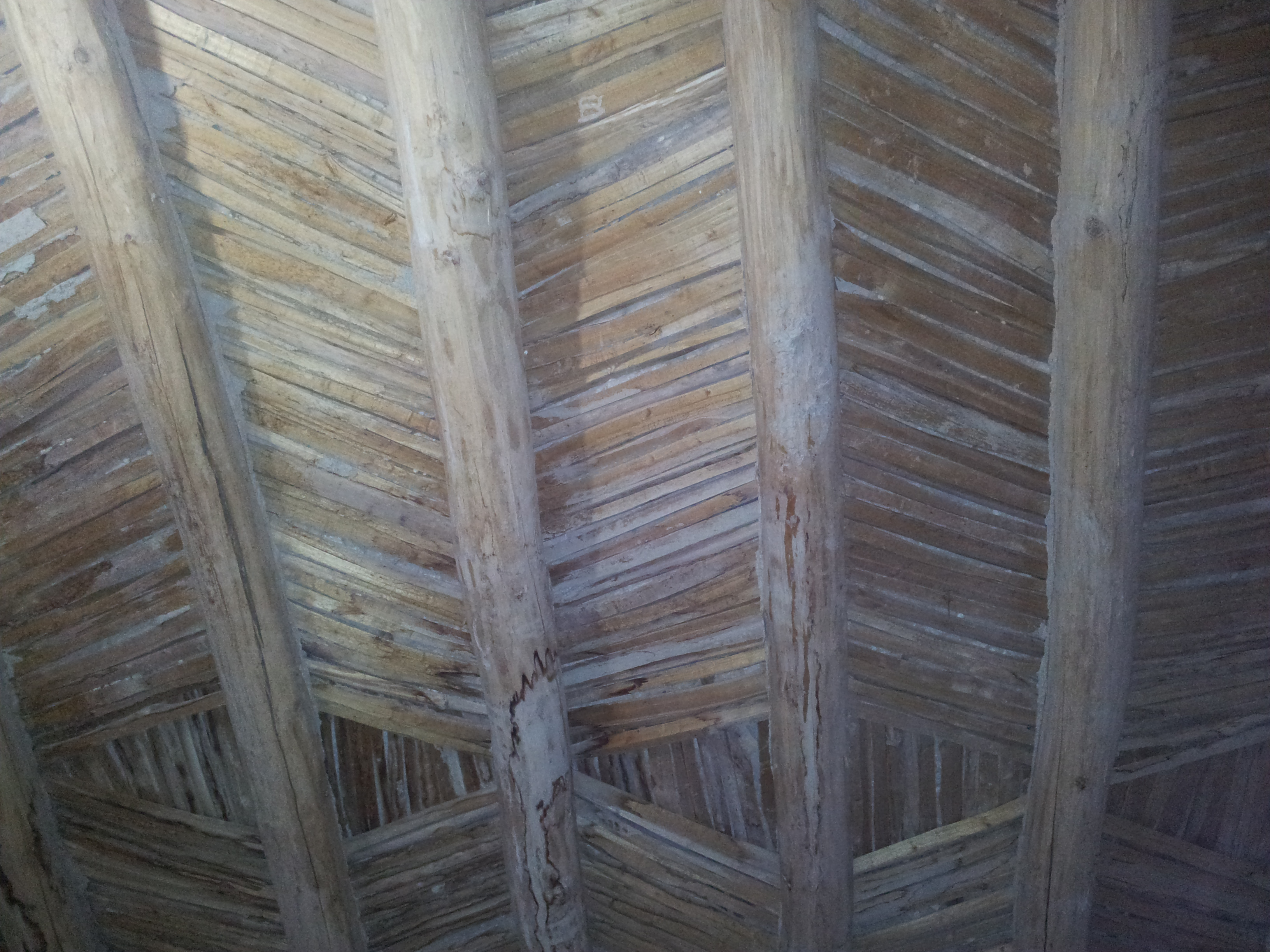
تصویری از یک سقف با بافتی قدیمی در چاه‌ورز